# Cour des Bretons
La cour des Bretons est une voie située dans le quartier de l'Hôpital-Saint-Louis du 10e arrondissement de Paris.

## Situation et accès
La cour des Bretons est desservie à proximité par la ligne 11 à la station Goncourt.

## Historique
Cette cour, qui est une voie privée, portait autrefois le nom de « cour des États-Réunis », à cause des différents corps d'état qui s'y trouvaient.
Vers l'année 1829, elle prit la dénomination de « cour de Bretagne » et, à partir de 1877, celle de « cour des Bretons », après avoir ponctuellement repris son nom « cour de Bretagne ».
En 1895, elle est transformée en rue sous le nom de « rue des Bretons » avant d'être de nouveau transformée en cour et reprendre la dénomination de « cour des Bretons ».